# Янгелевское муниципальное образование
Янгельское муниципальное образование — муниципальное образование со статусом городского поселения в
Нижеилимском районе Иркутской области России. Административный центр — посёлок Янгель.

## Демография
По результатам Всероссийской переписи населения 2010 года
численность населения муниципального образования составила 1042 человека, в том числе 477 мужчин и 565 женщин.

## Населённые пункты
В состав муниципального образования входят населённые пункты:
- Янгель